# Gnypeta elsinorica
Gnypeta elsinorica är en skalbaggsart som först beskrevs av Thomas Casey 1906.  Gnypeta elsinorica ingår i släktet Gnypeta och familjen kortvingar. Inga underarter finns listade i Catalogue of Life.